# Diferenciace vzdělávání
Diferenciace vzdělávání (diference je rozdíl, odlišnost) znamená rozdělování žáků do skupin na základě jejich předpokladů, schopností či věku. Diferenciace počítá s tím, že každý žák má jiné vzdělávací potřeby. Při diferencovaném vyučování je obsah i způsob vyučování přizpůsobován žákům na míru tak, aby bylo jejich vzdělávání co nejefektivnější. Děti s lehkým mentálním postižením by pomocí diferenciovaného vzdělávání měly zvládat učivo a nadaným žákům by diferenciované vzdělávání mělo pomoci maximálně využít jejich potenciál. Učitel se v diferencovaném vyučování ptá, jaké úkoly žák zvládne, při kterých činnostech žák potřebuje pomoc třetí osoby, či kolik pomoci potřebuje, aby byl motivován.

## Vnitřní předpoklady a vnější podmínky
Každý žák má individuální potřeby, podmínky a předpoklady k učení, a proto je jednou z možností, jak dítěti vyjít vstříc, diferenciace. Do vnitřních předpokladů je možné zařadit: motivaci, předchozí znalosti a dovednosti, pozornost, paměť, inteligenci, osobnostní vlastnosti, kompetence k učení a styl učení. Vnější podmínky tvoří rodinné prostředí (materiální podmínky i nemateriální charakteristiky), školní prostředí (pedagogické podmínky školy a třídy), typ probíraného učiva, jeho aktuálnost a srozumitelnost, časové podmínky učení ve škole a vnější motivace k učení ve škole.

## Historie diferenciace v Česku

### Situace ve dvacátých letech až po rok 1948
V roce 1929 schválila reformní komise nový učební plán. Komisi vedl docent Filozofické fakulty Univerzity Karlovy Václav Příhoda, který se dlouhodobě snažil o reformu vzdělávání v Československu. Nově vzniklý plán zavedl diferenciaci vzdělání, která závisela na pedagozích. Ti rozdělovali děti pomocí testů a známek na práce schopné a méně schopné. Práce schopným byly poskytovány podpůrné hodiny navíc.

### Situace za komunistické éry
V roce 1948 komunistická vláda pomocí nového školského zákony zrušila tuto diferenciaci a vytvořila jednotnou školu pro všechny bez rozdílu nadání. Opatření se ukázalo jako neúspěšné, a proto byly později zřizovány specializované školy (se zaměřením na matematiku, cizí jazyky apod.).

### Situace po sametové revoluci
V roce 1989 vznikla pro pohybově nadané školáky možnost odchodu na taneční konzervatoř po 4. třídě. Fungovaly i školy pro mládež vyžadující zvláštní péči, které byly navštěvovány zdravotně postiženými žáky. Možnost navštěvovat tyto školy existovala od mateřské až po střední školu.
V roce 1990 prošla parlamentem novela Školského zákona, která přinesla několik změn. Byla zrušena komunistická jednotná škola a vznikla víceletá gymnázia. Handicapované děti mohly být vyučovány mezi zdravými dětmi ve specializovaných třídách běžných škol – ovšem pouze za předpokladu lehčího postižení a zajištění asistentů a speciálních vzdělávacích pomůcek. Díky přesunu některých handicapovaných žáků mezi zdravé děti se uvolnily kapacity ve speciálních školách pro těžce handicapované, kteří byli za komunismu ze školství vyloučeni úplně.
V roce 2005 byl schválen nový Školský zákon. V něm byly obsaženy předpoklady pro rovný přístup ke vzdělávání, mezi něž patří např. asistenti pedagoga, poradenské služby ve škole, kompenzační pomůcky pro žáky se speciálními vzdělávacími potřebami a další. Místo zvláštních škol byly zavedeny školy praktické.
V roce 2008 bylo deklarováno, že děti se speciálními vzdělávacími potřebami mají právo na to chodit do školy s ostatními dětmi. Na druhou stranu byl zároveň kladen důraz i na zajištění vyučování ve speciálních školách, ve kterých jsou přítomny podmínky vhodné pro vzdělávání znevýhodněných dětí.
Od roku 2009 začala být možná až desetiletá výuka pro žáky se speciálními vzdělávacími potřebami na speciální základní škole (dříve to bylo maximálně devět let). Střední vzdělávání začalo být více diferencováno – na gymnázium, střední odbornou školu, střední odborné učiliště, praktickou školu. Vznikla také lycea, která jsou více zaměřena na všeobecné vzdělání a méně na to odborné – zde se totiž předpokládá, že student bude pokračovat dále na vysokou školu.

## Členění diferenciace
Existuje hned několik kritérií, na základě kterých je možné diferenciaci rozdělit do několika typů. Nejčastěji se diferenciace rozděluje na vnitřní a vnější, přičemž pod obě kategorie spadají další členění, která jsou popsána níže.
Vnitřní diferenciace:
- skupiny dlouhodobě statické (stabilní)
- skupiny flexibilní (pružné)

Vnější diferenciace:
- diferenciace školou
- diferenciace uvnitř školy
  - kvantitativní diferenciace
    - studijní třídy
    - praktické třídy
    - homogenní nestabilní třídy

  - kvalitativní diferenciace

### Vnitřní diferenciace
Za vnitřní diferenciaci je považována situace, kdy jsou žáci jedné třídy rozděleni do několika menších skupin. Cílem je zlepšit komunikaci a spolupráci žáků uvnitř skupiny, žáků s učitelem i mezi skupinami navzájem. Skupiny mohou být vytvořeny na základě mnoha kritérií: například pohlaví, učebních výsledků nebo náhodně losem.
Mohou být vytvořeny dva typy skupin – dlouhodobě statické (stabilní) a flexibilní (pružné).
V prvním případě skupiny trvají delší časový úsek (pololetí, celý školní rok nebo i déle) a žáci mezi skupinami nepřecházejí.
Flexibilní skupiny mohou být vytvořeny ve všech předmětech, pouze ve vybraných předmětech či ve vybrané látce nebo také pro určitý projekt. V každém předmětu je možné, aby měly skupiny jinou podobu a zároveň žáci mohli přecházet mezi skupinami. O tomto přecházení rozhoduje buď sám učitel nebo sám žák, který ovšem musí mít určité dovednosti a schopnosti, aby pro něj byla daná skupina vhodná. Vnitřní diferenciaci je možné vytvářet ve formách výuky jako jsou práce ve skupinách, pomoc spolužákům, domácí úkoly, volitelné předměty či zájmové kroužky.

### Vnější diferenciace
Tento typ diferenciace je založen na organizačním přístupu. Proto je možné vnější diferenciaci podrobněji rozčlenit na dva typy – diferenciaci školou a diferenciaci uvnitř školy.
Pod pojmem diferenciace školou se rozumí odlišné školní instituce pro odlišné typy žáků. Do těchto odlišných škol spadají například speciální střední školy pro tělesně a smyslově postižené žáky (fyzické kritérium); umělecké školy, školy pro nadprůměrně inteligentní žáky apod. (kritérium týkající se nadání ve specifické oblasti či intelektových schopností); církevní školy (kritérium hodnotové orientace žáka); učiliště, střední odborné školy či školy vedoucí k určité profesi (kritérium zaměřující se na další životní kariéru). „Diferenciace školou je přirozená cesta organizace školských systémů, jedná se hlavně o diferenciaci v úrovni 2. stupně, tedy u věkové kategorie žáků ve věku 10 – 15 let.“
Jako diferenciaci uvnitř školy označujeme situaci, kdy jsou v rámci jedné školy žáci rozřazováni do homogenních (stejnorodých) tříd. „Diferencovat stejnorodými třídami můžeme podle dvou kritérií a ty jsou buď kvantitativní nebo kvalitativní.“
Jak je již možné odvodit z názvu, kvantitativní diferenciace je založena na „kvantifikaci“ (neboli „vyčíslení“) a tudíž jsou kritériem známky, výkon či výsledky IQ testů daného žáka. V rámci kvantitativního typu mohou vzniknout tři druhy tříd – studijní, praktické a homogenní nestabilní. Ve třídách studijních (silnější žáci) a praktických (slabší) jsou žáci trvale zařazeni do všech předmětů – je přitom možné, aby žáci přešli do jiného druhu třídy. V případě třetího typu třídy – homogenní nestabilní – jsou v rámci jednoho ročníku vytvářeny homogenní skupiny tříd pro konkrétní předmět(y) např. matematiku či český jazyk. Tento typ třídy je vytvářen pro žáky, kteří jsou v daném předmětu slabší. Zároveň jsou homogenní nestabilní třídy považovány za nejvhodnější ze všech tří druhů tříd, jelikož je pro žáky snadnější zlepšit se v jednom předmětu než ve všech najednou.
V případě kvalitativního typu jsou hlavními kritérii žákovy zájmy, osobní cíle, profesní orientace, typy schopností apod. Do třídy založené na kvalitativních kritériích mohou být žáci přiřazeni na základě vlastního rozhodnutí, kvalitativní, případně i kvantitativní diagnostice nebo díky možnosti volitelných předmětů.

## Typologie vzdělávacích systémů z hlediska diferenciace žáků

### Separační model
Tento model je typický pro Rakousko, Belgii, Českou republiku, Německo, Maďarsko, Lucembursko, Nizozemí, Slovensko a Švýcarsko. Poté, co žáci dokončí 1. stupeň základní školy, jsou na základě svých schopností rozdělováni do různých typů škol.

### Částečně integrující model
V Evropě je možné nalézt tento model v Irsku a Skotsku. Heterogenita tříd je zachována i poté, kdy žáci ukončí 1. stupeň základní školy. Jsou však dle svých schopností rozděleni do určitých předmětů.

### Jednotně integrující model
Jednotně integrující model je možné nalézt ve Francii, Řecku, Itálii, Portugalsku a Španělsku. V tomto modelu nedochází k žádnému přerozdělování žáků, diferenciačním prvkem je pouze možnost slabších žáků opakovat ročník.

### Individuálně integrující model
Model je charakteristický pro skandinávské země (Finsko, Dánsko, Norsko, Švédsko), Island a Polsko. V těchto zemích není přípustná ani možnost opakování ročníku. Pokud žák nezvládá látku, je mu nabídnuto doučování nebo docházení do běžné třídy, kde se může v rámci malé skupinky vzdělávat.

## Efekty diferenciace

### Pozitivní efekty
Díky diferenciaci se žáci mohou rozvíjet v prostředí, ve kterém se učí s lidmi, kteří mají podobné schopnosti a výkon, jako oni sami. Neměly by zde nastat problémy pramenící z rozdílných vzdělávacích potřeb žáků. Nadanější žáci mají možnost lépe se rozvíjet, jelikož tempo v hodině není zpomalováno méně nadanými. Navíc, učitel v homogenní skupině může díky diferenciaci jednotně vyučovat všechny žáky v dané třídě – nemusí brát ohledy buď na pomalejší nebo na ty rychlejší žáky. Navíc, talentovanější studenti se cítí komfortněji, když se vzdělávají s podobně talentovanými. Mají větší chuť do práce, získávají vyšší sebevědomí, postupují do vyšší vrstvy společnosti. Diferenciace také zvedá soutěživost – dítě se srovnává s lidmi s podobnými schopnostmi a ví, že má možnost být ten nejlepší. Je také nižší propadovost slabších žáků, kteří díky pomalejší výuce mají čas na hlubší pochopení vyučované látky.

### Negativní efekty
Diferenciace může mít špatný dopad na méně schopné žáky. V homogenní skupině jim chybí někdo, ke komu by mohli vzhlížet, kdo by je inspiroval, mohl by jim poradit. Kvůli tomu vnímají svoji nedostatečnost a nižší sociální status. Mívají také vlivem diferenciace sníženou motivaci k učení (na rozdíl od žáků v třídách s nadanými dětmi). Žáci nevýběrových škol mívají horší studijní výsledky i vlivem nižších nároků a horších vyhlídek na budoucí povolání.
V systému, který podporuje výběr školy, existují větší rozdíly mezi žáky výběrových a nevýběrových tříd a škol než v systémech, kde jsou děti během povinné školní docházky vyučovány společně.
Odlišné vzdělávání žáků jednotlivých společenských vrstev vede k nárůstu nerovností ve společnosti. Žáci se totiž socializují v oddělených bublinách škol, které navštěvují. Diferenciace může v žácích z výběrových škol vyvolávat pocit nadřazenosti nad žáky z nevýběrových škol.